# Comité Paralímpico Helénico
El Comité Paralímpico Helénico (en griego: Ελληνική Παραολυμπιακή Επιτροπή) es el comité paralímpico nacional que representa a Grecia. Esta organización es la responsable de las actividades deportivas paralímpicas en el país. Es miembro del Comité Paralímpico Internacional y del Comité Paralímpico Europeo.